# Lager (Camp)

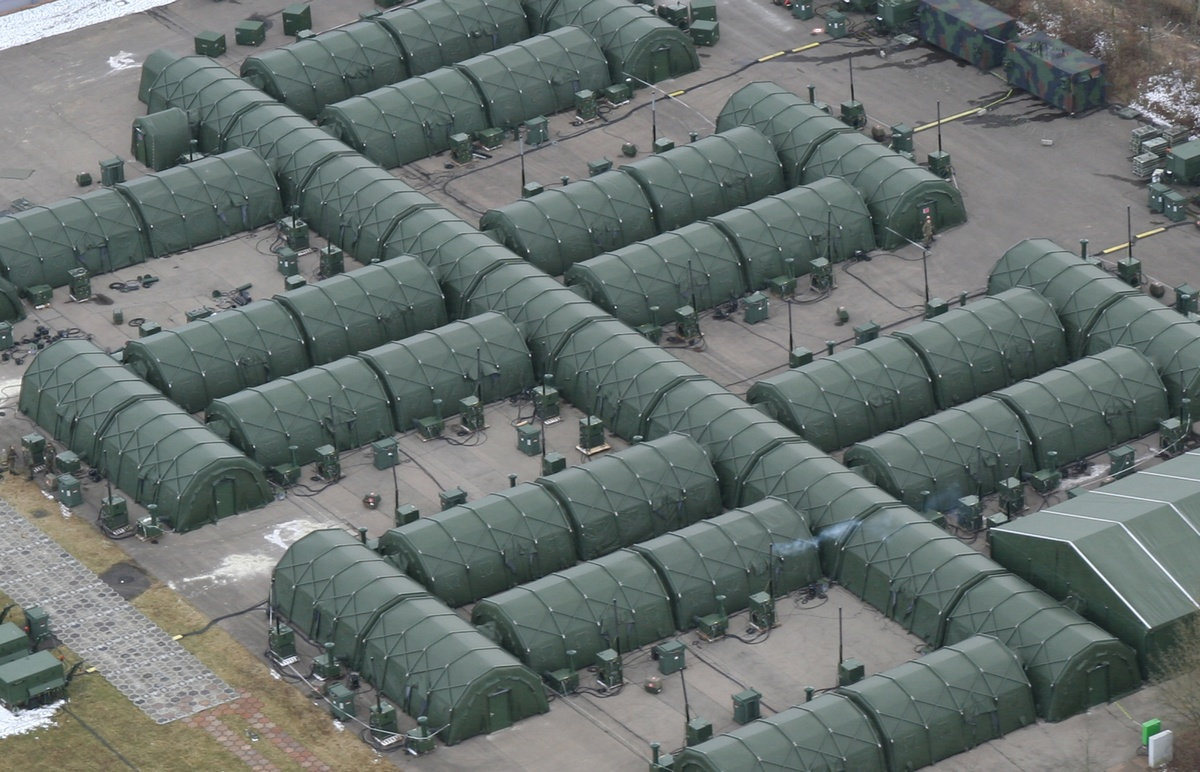
Modulbauweise aus Zelten während einer Übung der Bundeswehr

Ein Lager, oder auch aus dem Englischen übernommen Camp, ist ein Ort, an dem mehrere Personen meist provisorisch untergebracht sind. Lager haben somit meist einen kurzfristigen Charakter, können aber durchaus und unter bestimmten Umständen, die von Bauweise und Zweckbestimmung abhängen, auch für längere Zeit genutzt werden.
Ursprünglich bezeichnete Lager wohl einfach das Nachtlager, d. h. die Stelle, an der sich jemand niederlegte, um die Nacht zu verbringen. Noch heute wird in der Jägersprache der Ruheplatz bestimmter Tiere als Lager bezeichnet.

## Arten
Viele Menschen wohnen aus den unterschiedlichsten Gründen provisorisch und zumeist nicht in ortsfesten Behausungen.

### Freiwilligkeit

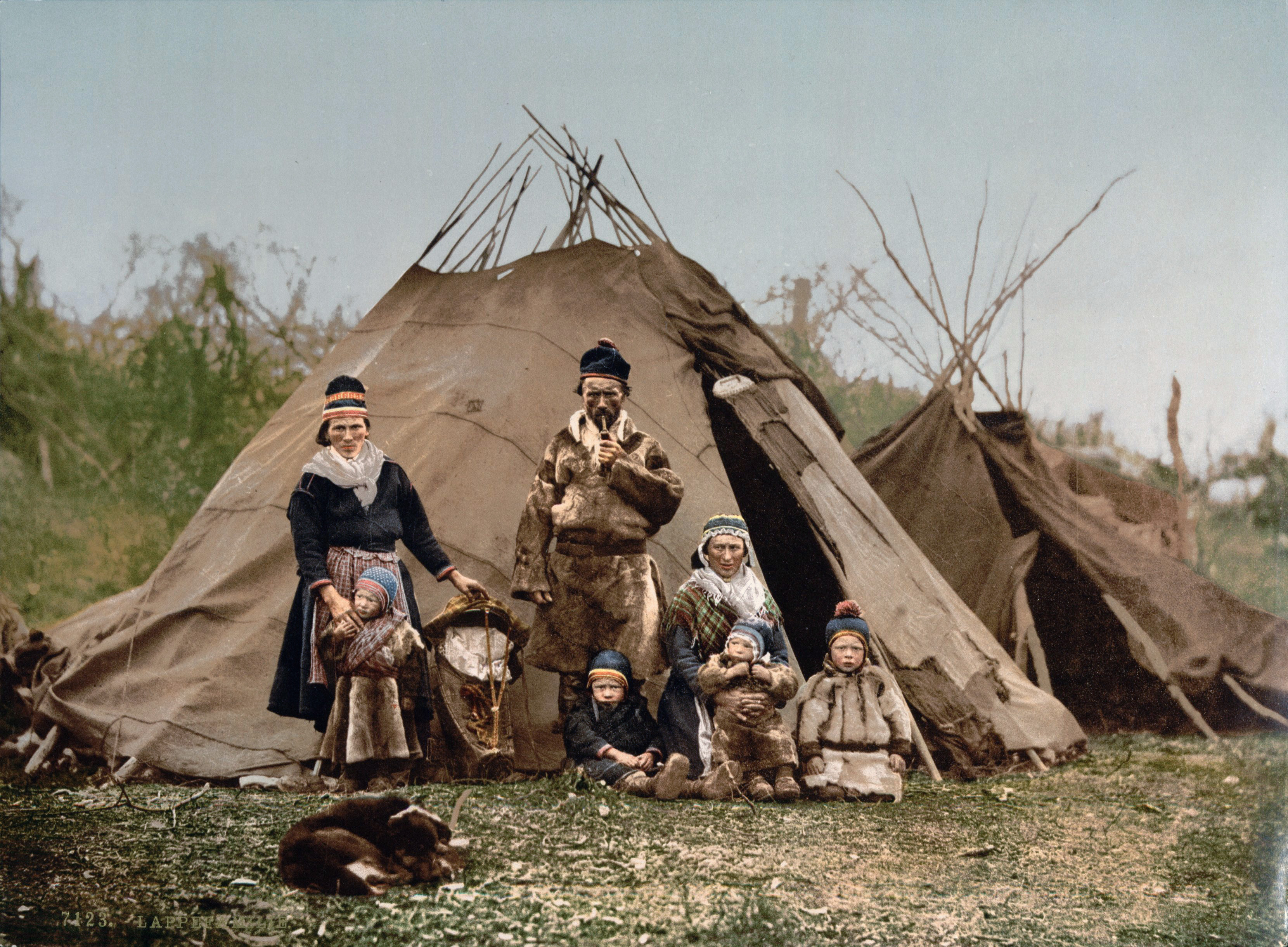
Samische Familie vor ihrem Zeltlager in Lappland 1900

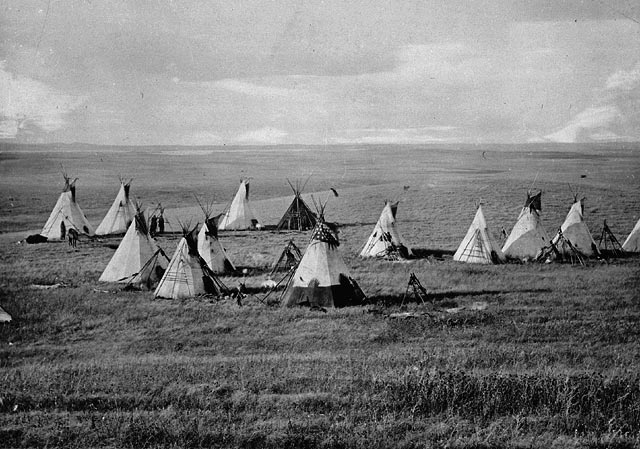
Cree Camp, 1871

Um in einer nicht urbanen Welt leben zu können:
- Die Zeltlager von nomadischen Völkern, die häufig von der Jagd leben und Beutetieren auf ihren Wanderungen folgen oder eigene Herden treiben. Beispiele: Indigene in den Prärien Nordamerikas (vor der Reservatisierung), sibirische Völker, Mongolen, Beduinen, Lappen.
- Die Unterkünfte auf einem Truppenübungsplatz werden als Lager bezeichnet
- Das Militär kennt das Feldlager in seiner Ausprägung als Biwak.
- Bergsteiger richten sich ein Basislager ein, von dem aus sie die naheliegenden Berge besteigen oder biwakieren ebenfalls.
- Kinder und Jugendliche erleben ihre Freizeit in Ferienlagern, meist Zeltlagern, für eine oder mehrere Wochen zusammen, um gemeinsamen Outdoor-Aktivitäten nachzugehen oder Lagerfeuerromantik zu genießen. Dies geht hauptsächlich auf die Pfadfinderbewegung zurück; siehe Pfadfinderzeltlager bzw. Lager der Erholung und Arbeit
- Zur Erholung beziehen Freunde des Campings einen Campingplatz oder erholen sich in Campinganhängern oder Wohnwagen

#### Protestcamp
- Zur Organisation und Durchführung von politischen Aktionen wie beispielsweise Feldbefreiungen, dem Protest gegen den G8-Gipfel in Heiligendamm 2007 oder im Rahmen der Occupy-Bewegung werden von Aktivisten sogenannte Protest- oder Widerstandscamps eingerichtet.
- Hüttendorf
- Ćaciland
- Republik Freies Wendland

### Unfreiwilligkeit
In Flüchtlingslagern finden Flüchtlinge solange eine Unterkunft, bis sie entweder in ihre Heimat zurückkehren können oder aber sich eine neue Heimat suchen müssen.

#### Gefangenenlager
Menschen wurden und werden in zahlreichen Formen von Lagern gegen ihren Willen festgehalten:
- In Kriegsgefangenenlagern werden Kriegsgefangene, d. h. von einer Streitmacht während eines bewaffneten Konfliktes gefangengenommene Kombattanten (in der Regel Soldaten) oder Nichtkombattanten, festgehalten.
- Internierungslager sind Lager, deren Insassen Gefangene einer meist militärischen Organisation sind. Als Beispiel aus jüngster Vergangenheit wäre hier das illegale amerikanische Gefangenenlager Guantanamo Bay zu nennen.
- In Arbeitslagern werden Menschen zur Zwangsarbeit festgehalten.
- Während der Zeit des Nationalsozialismus gab es sehr viele Gefangenenlager mit unterschiedlichen Bezeichnungen. So gab es Konzentrationslager zur Inhaftierung politischer Gegner und verfolgter Minderheiten, als „Arbeitserziehungslager“ bezeichnete Zwangsarbeiterlager sowie Vernichtungslager im deutsch besetzten Polen und in Weißrussland zur Durchführung der so genannten „Endlösung der Judenfrage“.
- Im zaristischen Russland gab es in Sibirien Straflager für Verbannte; diese Lager wurden später von der Sowjetunion als sogenannte Gulags fortgeführt.

### Stätten der Erziehung und Indoktrination
- In der Zeit des Nationalsozialismus wurden Wehrertüchtigungslager zur vormilitärischen Ausbildung und Indoktrination für die Hitlerjugend eingerichtet.
- Eine Sonderform stellen die in den USA gebräuchlichen Bootcamps dar. Es wird einigen verurteilten Straftätern die freiwillige Möglichkeit gegeben, ihre Strafe anstatt in einem regulären Gefängnis in einem Lager mit wesentlich kürzerer Dauer, aber mit harten, autoritären Resozialisierungsmaßnahmen abzuleisten.